# Vittorio Luigi Alfieri
Pour les articles homonymes, voir Alfieri.
Vittorio Luigi Alfieri (Pérouse, 3 juillet 1863 - Musestre, 8 novembre 1918) était un général et un homme politique italien.
Il a été ministre de la Guerre du royaume d'Italie immédiatement après la défaite de Caporetto, au moment le plus critique de la Première Guerre mondiale.

## Biographie
Vittorio Luigi Alfieri commence sa carrière militaire par sa nomination comme sous-lieutenant (sottotenente) d'infanterie en 1881, se spécialisant d'abord dans le corps alpin et à partir de 1889 dans l'état-major général. De 1900 à 1905, avec le grade de major (maggiore) puis de lieutenant-colonel (tenente colonnello), il enseigne la logistique à l'École de guerre. De 1908 à 1911, il travaille ensuite comme fonctionnaire pour le ministère italien de la guerre et obtient le grade de colonel (colonnello). Il est ensuite envoyé à Benadir comme commandant du corps colonial italien en Somalie, poste qu'il occupe jusqu'en 1913. De retour en Italie, il est promu major-général (maggiore generale) et commande brièvement la brigade "Brescia" avant de devenir directeur général du ministère de la guerre jusqu'en avril 1915, date à laquelle il devient intendant général du Regio esercito. En mars 1916, il est nommé lieutenant général (tenente generale). Le 7 avril 1916, il est nommé sous-secrétaire à la guerre dans le gouvernement Boselli et, quelques mois plus tard, il passe au ministère des armes et des munitions.

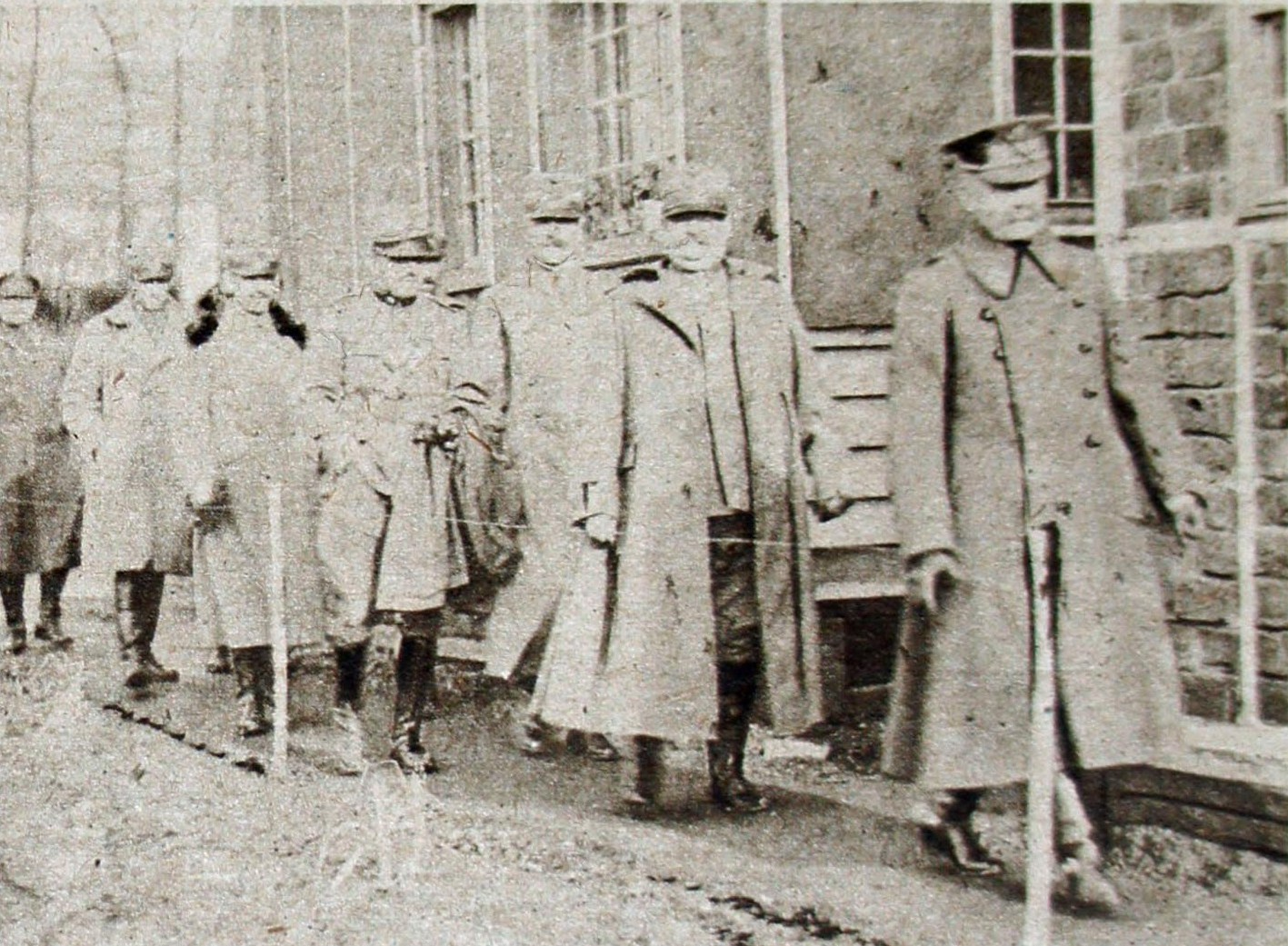
Le ministre Alfieri, le second, en visite guidée par Louis Ruquoy du Quartier Général belge.

Homme d'une vaste culture et d'idées très modernes, profond connaisseur des problèmes de l'armée italienne et de la politique de l'époque, en raison de sa réserve, la presse a peu parlé de lui et on sait peu de choses à son sujet. Cependant, les preuves de son travail pour reconstruire l'esprit et l'organisation de l'armée dans les mois qui suivent la défaite de Caporetto sont éloquentes. C'est pourquoi il est appelé par le nouveau Premier ministre Vittorio Emanuele Orlando comme ministre de la guerre en octobre 1917.
Ami d'Armando Diaz depuis ses années à l'école de guerre, il le propose au roi Vittorio Emanuele III, au chef du gouvernement et au Sénat comme nouveau commandant suprême à la place de Luigi Cadorna. Au Sénat, il dit : "Je me porte garant" et cette garantie est nécessaire pour faire de Diaz, inconnu de tous, le Duca della Vittoria (Duc de la Victoire). En novembre 1917, il est nommé par le Roi sénateur du Royaume.

Ayant rétabli et amélioré l'armement, l'organisation et la confiance des troupes et des commandants d'armée au front en quelques mois seulement, il préfère quitter la vie politique le 20 mars 1918 pour retourner au front et commander un corps d'armée. À cette époque, on s'attendait à une attaque décisive des troupes du gouvernement central. En raison de certains désaccords avec le Premier ministre Vittorio Emanuele Orlando , il a décidé de mettre fin à son rôle de politicien et de redevenir un soldat.
Au front, à la tête du XXVIe corps d'armée, il dirige l'offensive vers Vittorio Veneto Souffrant de la grippe espagnole qui s'est transformée en broncho-pneumonie, il est mort quelques instants après avoir appris que ses hommes étaient entrés victorieusement dans Trieste et que la guerre était gagnée. C'était le 8 novembre 1918.

### Citations
Il a été écrit sur lui à l'occasion de sa nomination comme sous-secrétaire d'État à la guerre (7 avril 1916), dans les journaux du lendemain :
- Il Corriere della Sera - "La nouvelle de la nomination du général Alfieri comme sous-secrétaire a été donnée aujourd'hui à la Chambre et au Sénat par le chef du gouvernement et a fait une excellente impression sur tout le monde. Le général Alfieri, qui a 53 ans, a une connaissance approfondie de la structure de notre armée. Avant la guerre, il était directeur général du personnel au ministère de la guerre. Pendant la campagne, il a assumé le poste très important d'intendant général, faisant preuve d'une grande intelligence et d'un sens de l'organisation, compétences qui lui seront utiles dans la fonction à laquelle il se destine".
- La Tribuna - "Le général Alfieri sera un précieux collaborateur du nouveau ministère de la Guerre, un serviteur dévoué du pays et de l'armée. Homme de grande culture, aux idées modernes et infiniment modeste, il n'a jamais laissé personne parler de lui, et on sait donc peu de choses sur lui... mais son travail en Somalie et au ministère a été tellement apprécié par le chef d'état-major, le général Cadorna, que, au début des hostilités, il a voulu lui confier la direction de l'Intendance".
- Il Giornale d'Italia -"Les hommes qui sont renouvelés aujourd'hui au ministère de la Guerre ont les mêmes dons d'esprit et de cœur. Comme le général Morrone, le général Alfieri possède une nette sérénité d'investigation et d'observation. C'est un homme d'une activité peu commune et d'une énergie rapide. Il alliait ces qualités à un esprit volontaire et ouvert aux différents problèmes de l'art militaire. Il a une bonne culture et une connaissance certaine de l'environnement.
- L'Idea Nazionale - "La personne du général Alfieri, qui depuis le début de la guerre occupe la haute fonction d'intendant général de l'armée, donne une grande importance à la fonction à laquelle il est destiné. Il est évident que les pouvoirs et les facultés liés à cette fonction doivent être plus importants aujourd'hui que ceux sanctionnés jusqu'à hier par les coutumes bureaucratiques. C'est pourquoi nous sommes heureux que le général Alfieri ait été affecté à ce poste, car il a prouvé qu'il possédait de grandes capacités d'organisation et beaucoup de bonne volonté".
- Il Corriere d'Italia - "Le nouveau sous-secrétaire à la guerre a déjà donné de magnifiques preuves de ses qualités, tant comme administrateur que comme soldat. Les services logistiques, même dans les zones les plus éloignées, battues par l'ennemi, se sont toujours déroulés de façon merveilleuse. Les troupes n'ont jamais manqué de ce dont elles avaient besoin, tant en termes d'approvisionnement en nourriture que de munitions."

### Promotions militaires
- Sous-lieutenant (sottotenente): 7 juillet 1881
- Lieutenant (tenente): 19 juillet 1883
- Capitaine (capitano): 11 octobre 1888
- Major (maggiore): 3 mars 1898
- Lieutenant Colonel (tenente colonnello): 18 janvier 1903
- Colonel (colonnello): 21 mai 1908
- Général de division (maggiore generale): 1er février 1914
- Lieutenant-général (tenente generale): 30 mars 1916

### Fonctions et titres
- Professeur à l'école de guerre (19 juillet 1900)
- Professeur de logistique à l'École de guerre (1900-1905)
- Commandant du corps italien des troupes coloniales de Somalie (18 septembre 1911-1er décembre 1913)
- Nommé directeur général au ministère de la Guerre (29 mars 1914-1er avril 1915)
- Membre de la Députation d'Histoire de la Patrie pour l'Ombrie

### Fonctions gouvernementales
- Secrétaire d'État, ministère de la Guerre (7 avril-18 juin 1916), (22 juin 1916-16 juin 1917)
- Secrétaire d'État, ministère des armes et des munitions (17 juin-9 octobre 1917)
- Secrétaire d'État au ravitaillement et à la consommation au ministère de l'Intérieur (10-29 octobre 1917).
- Ministre de la Guerre (30 octobre 1917-20 mars 1918)

## Décorations
- Grand officier de l'ordre des Saints-Maurice-et-Lazare
- Grand officier de l'ordre de la Couronne d'Italie
- Médaille commémorative des campagnes d'Afrique

## Sources
- (it) Cet article est partiellement ou en totalité issu de l’article de Wikipédia en italien intitulé « Vittorio Luigi Alfieri » (voir la liste des auteurs).